# Stare Miasto w Chojnowie
Stare Miasto – najstarsza część miasta Chojnowa, położona w centrum miasta, w obrębie murów miejskich, czyli dawnego grodu Chojnów.

## Ulice
Ulice w obrębie dawnych murów miejskich:
- Rynek (dawniej Plac 1 maja[1]), centralna część Starego Miasta. Chojnowski rynek nie jest podobny do typowych dolnośląskich miasteczek. Kształtem przypomina trójkąt, a na samym końcu znajduje się Kościół św. Piotra i Pawła w Chojnowie, który jest największym budynkiem w rynku. Z dwóch stron znajdują się domy mieszkalne odmalowane na różne kolory. Od strony zachodniej znajduje się parking. Nie podobny jest też brak ratusza z wieżą, stał on na miejscu obecnego parkingu wybudowany w 1363, ale po katastrofie zawalenia wiaty władze miasta zdecydowały się rozebrać budynek. Znajdujący się na ratuszu zegar oraz waga przechowywane są w Muzeum Regionalnym.
- Juliana Ursyna Niemcewicza - jedna z głównych ulic Chojnowa, prowadząca od Rynku do ulicy Jarosława Dąbrowskiego, obok placu Konstytucji 3 maja.
- Komuny Paryskiej - wąska uliczka prowadząca w stronę wschodnią od J. U. Niemcewicza do Artura Grottgera. Znajduje się na niej myjnia samochodowa.
- Tkacka - jedna z najstarszych ulic miasta, równoległa z ulicą Komuny Paryskiej. Prowadzi od placu Konstytucji 3 maja do ulicy Artura Grottgera i małym kawałkiem niedaleko pozostałości murów miejskich. Przy ulicy Tkackiej znajduje się Baszta Tkacza.
- Legnicka (część) - jest jedną z najdłuższych w Chojnowie, ciągnie się od Rynku, aż do skrzyżowania z ulicą Parkową, pod Chojnowem. Na terenie Starego Miasta znajduje się jej mały kawałek.

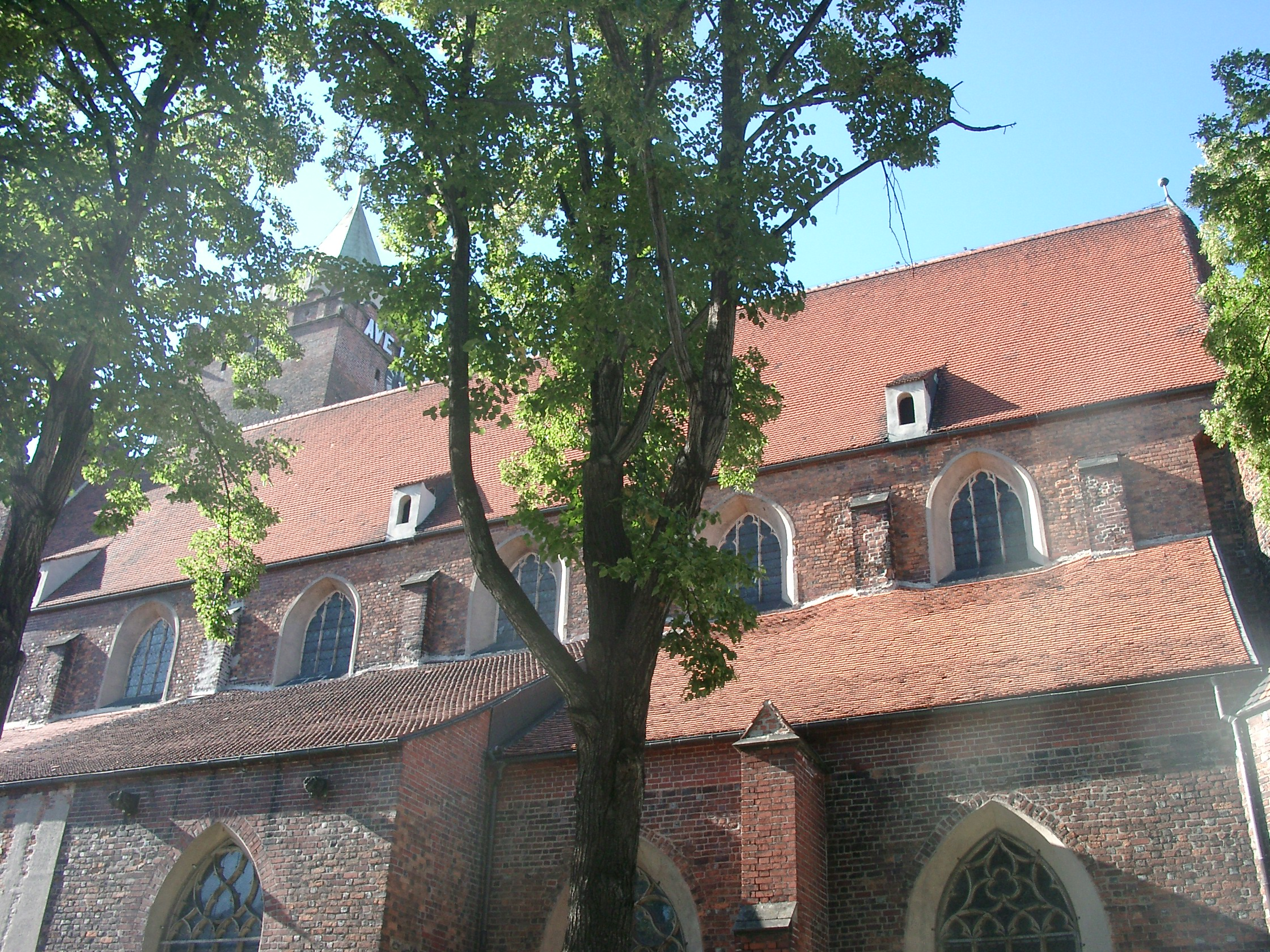
Kościół św. Piotra i Pawła "Duży Kościół"

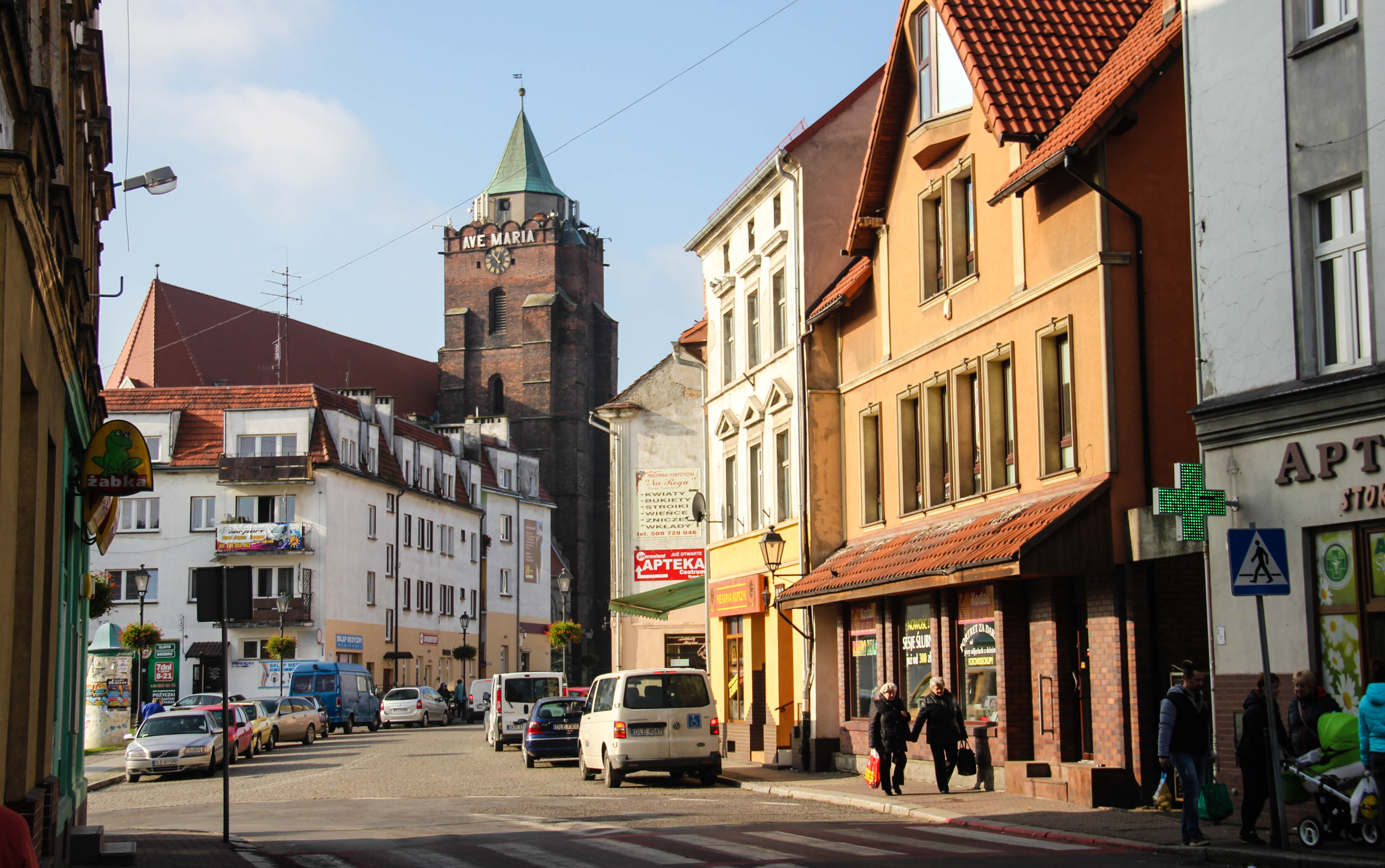
Ulica Legnicka

- Tadeusza Rejtana (dawniej Wincentego Pstrowskiego) - ulica wykonana z bruku, położona jest między ulicami J. U. Niemcewicza i Bartosza Głowackiego, obecnie służy jako parking.
- Piotra Skargi (część) - jest jedną z głównych ulic w Chojnowie, ulica jest jednokierunkowa w stronę Bolesławca (Chmielna w stronę Chojnowa).
- Chmielna - (dawniej Karola Świerczewskiego) - jedna z głównych ulic Chojnowa, jednokierunkowa w stronę Chojnowa, znajdują się na niej dawny browar i kilka domów mieszkalnych.
- Królowej Jadwigi – ulica znajdująca się pod Rynkiem, prowadząca od ulicy Wolności do Piotra Ściegiennego. Znajduje się przy niej: Dom parafialny, dawniej biblioteka.

### Place
- Plac Zamkowy - główny plac w mieście, mieszczący się niedaleko Rynku. Znajduje się na niej Zamek oraz Urząd miasta, a od 2006 budynek biblioteki miejskiej.
- Plac Konstytucji 3 maja (Skwer przy Poczcie) - Plac położony między ulicami Jarosława Dąbrowskiego, J. U. Niemcewicza i Tkacką.